# سومرلاند
سومرلاند (به آلمانی: Sommerland) یک شهر در آلمان است که در اشتاینبورگ واقع شده‌است. سومرلاند ۸۴۸ نفر جمعیت دارد.